# Плакун триприквітковий
Плакун триприквітковий (Lythrum tribracteatum) — вид трав'янистих рослин родини плакунові (Lythraceae), поширений у Північній Африці, на півдні Європи, на заході й у центрі Азії.

## Опис
Однорічна рослина 10–35() см. Листки видовжені або оберненояйцюваті, майже до лопаткоподібних, тупі або закруглені, на краю гладенькі, нижні — супротивні, верхні — чергові. Квітки на коротких (до 1.5 мм довжиною) квітконіжках. Чашечка 4–7 мм довжиною, з 4–6 зубчиками і такою ж кількістю більш коротких, назовні відігнутих придатків. Пелюстків 4–6, ≈ 2.5 мм довжиною, лілові. Плід (коробочка) циліндрично-еліпсоїдний. Насіння ≈ 0.5 мм, коричневе.
Період цвітіння: квітнень — вересень.

## Поширення
Поширений у Північній Африці, на півдні Європи, на заході й у центрі Азії.
В Україні вид зростає на солонцюватих луках, у степових подах і вологих піщаних місцях — зрідка в Лісостепу і Степу, а також у Криму.